# Française des Jeux (компания)
La Francaise des Jeux (FDJ), «Ла Франсез де Жё» — французская компания, оператор лотерей и других азартных игр. Штаб-квартира расположена в коммуне Булонь-Бийянкур близ Парижа. Является спонсором шоссейных велокоманд Groupama-FDJ и FDJ–Suez.

## История
Национальная лотерея во Франции была создана в 1933 году. В 1976 году была запущена лотерея LOTO, в которой игроки могли сами выбирать номера. В 1979 году была создана компания по организации лотерей Société de la Loterie nationale et du Loto national (SLNLN). В 1981 году в Витроле близ Марселя был открыт центр электронной обработки результатов лотерей. В декабре 1983 года была запущена мгновенная лотерея Tac O Tac на скретч-картах. В 1985 году SLNLN начала принимать ставки на спорт. В 1989 году компания сменила название на France Loto, а в 1991 году — на La Française des Jeux (FDJ). С 1997 года FDJ стала спонсором велокоманды. В 2004 году появилась европейская лотерея Евромиллионы. В 2010 году во Франции была упразднена государственная монополия на азартные игры. В ноябре 2019 года FDJ была приватизирована, её акции были размещены на бирже Euronext Paris.
В сентябре 2023 года была куплена компания ZEturf, вторая крупнейшая во Франции по ставкам на скачки через интернет. В ноябре 2023 года была приобретена компания Premier Lotteries Ireland, имеющая эксклюзивные права на организацию лотерей в Ирландии.

## Собственники и руководство
Крупнейшими акционерами по состоянию на 2024 год были правительство Франции (21,09 %), Union des blessés de la face et de la tête (фонд помощи инвалидам войны) (10,42 %), Predica Prévoyance Dialogue du Crédit Agricole (5,5 %), Fédération nationale André Maginot (4,4 %), Soficoma (3,09 %).
Стефан Пальес (Stéphane Pallez, род. в 1959 году) — председатель совета директоров и генеральный директор с ноября 2014 года. Также член советов директоров CNP Assurances и Eurazeo.

## Деятельность
FDJ имеет эксклюзивные права во Франции на организацию лотерей и приём ставок на спортивные состязания. Сеть компании в 2023 году насчитывала 29 тысяч точек продажи лотерейных билетов, скретч-карт и приёма ставок; основные каналы распространения — табачные лавки, бары и газетные киоски. Через сеть компании играют около 27 млн человек, то есть немногим менее половины взрослого населения Франции. Основными брендами компании являются Loto, Euromillions, Cash, Astro, Banco, Parions Sport, ZEturf и ZEbet. Основной конкурент на рынке азартных игр Франции — Pari mutuel urbain, организатор скачек на парижских ипподромах.
Подразделения компании по состоянию на 2023 год:
- лотереи — организация лотерей во Франции; 74 % выручки;
- ставки на спорт и игры онлайн — приём ставок на спортивные состязания во Франции, а также несколько сайтов с азартными играми (ставки на спорт и скачки, покер); 20 % выручки;
- другая деятельность — платёжная система Nirio и другие услуги, 6 % выручки.

Общий объём ставок за 2023 год составил 21,2 млрд евро, выплаты выиграшей — 14,5 млрд евро, налог на азартные игры — 4,2 млрд евро, выручка от другой деятельности — 140 млн евро; таким образом, выручка компании за год составила 2,6 млрд евро.